# La Grande-Motte
La Grande-Motte là một xã trong vùng Occitanie, thuộc tỉnh Hérault, quận Montpellier, tổng Mauguio. Tọa độ địa lý của xã là 43° 33' vĩ độ bắc, 04° 05' kinh độ đông. La Grande-Motte nằm trên độ cao trung bình là 3 mét trên mực nước biển, có điểm thấp nhất là 0 mét và điểm cao nhất là 3 mét. Xã có diện tích 10,58 km², dân số vào thời điểm 2007 là 8.246 người; mật độ dân số là 779 người/km².

## Thông tin nhân khẩu
| 1962 | 1968 | 1975  | 1982  | 1990  | 1999  | 2007  |
| ---- | ---- | ----- | ----- | ----- | ----- | ----- |
| 40   | 56   | 2.165 | 3.939 | 5.016 | 6.458 | 8.246 |